# Дьяков, Фома Яковлевич
Фома Яковлевич Дьяков (1865, Вербиж — после 1938) — общественный деятель галицко-русского движения, просветитель, участник Первого Венского процесса.
Фома Дьяков родился в селе Вербеж, Галиция (ныне — в Стрыйском районе, Львовская область, Украина). С ранних лет активно включился в общественную жизнь, поддерживая галицко-русское движение, основал в родном селе читальню Общества имени Качковского, во главе которой стоял многие годы, а также кооператив. В 1901 году крестьяне рудковского повета выдвинули Фому Дьякова «кандидатом на посла в сойм», но снял свою кандидатуру в пользу другого кандидата по фамилии Павлиш после очернительской компании его противников.
Тем не менее, подобная деятельность привлекла внимание австрийских властей и вскоре после начала Первой мировой войны Фома Дьяков был арестован и, вместе с пятью другими активными участниками галицко-русского движения предстал перед австрийским судом. Обвиняемые были обвинены в государственной измене и приговорены к смертной казни через повешение, хотя не признали свою вину. Смертный приговор был заменён пожизненной каторгой, которую Фома Дьяков отбывал до 1917 года в военной тюрьме, был амнистирован после смерти императора Франца-Иосифа в 1917 году, возвратился в Вербеж, где и прожил до глубокой старости, продолжая стоять во главе основанной им читальни и принимать участие в галицко-русском движении.
После участия в процессе и смертного приговора он стал подписывать письма, адресованные общественным организациям как «австрийский шибеник» (укр. «висельник»). Последнее из таких известных на сегодняшний день писем относится к 1938 году, когда он отослал приветствие собранию русофилов в городе Сянок, после чего достоверных известий о его судьбе не обнаружено.